# 约翰·恩德勒
约翰·恩德勒（英語：John Arthur Endler，1947年—）是一位英国动物行为学家和演化生物学家，以研究脊椎动物感觉系统与颜色模式共同进化而闻名，2012年当选澳洲科學院院士，2020年当选英国皇家学会会士。